# Julian Szczerba

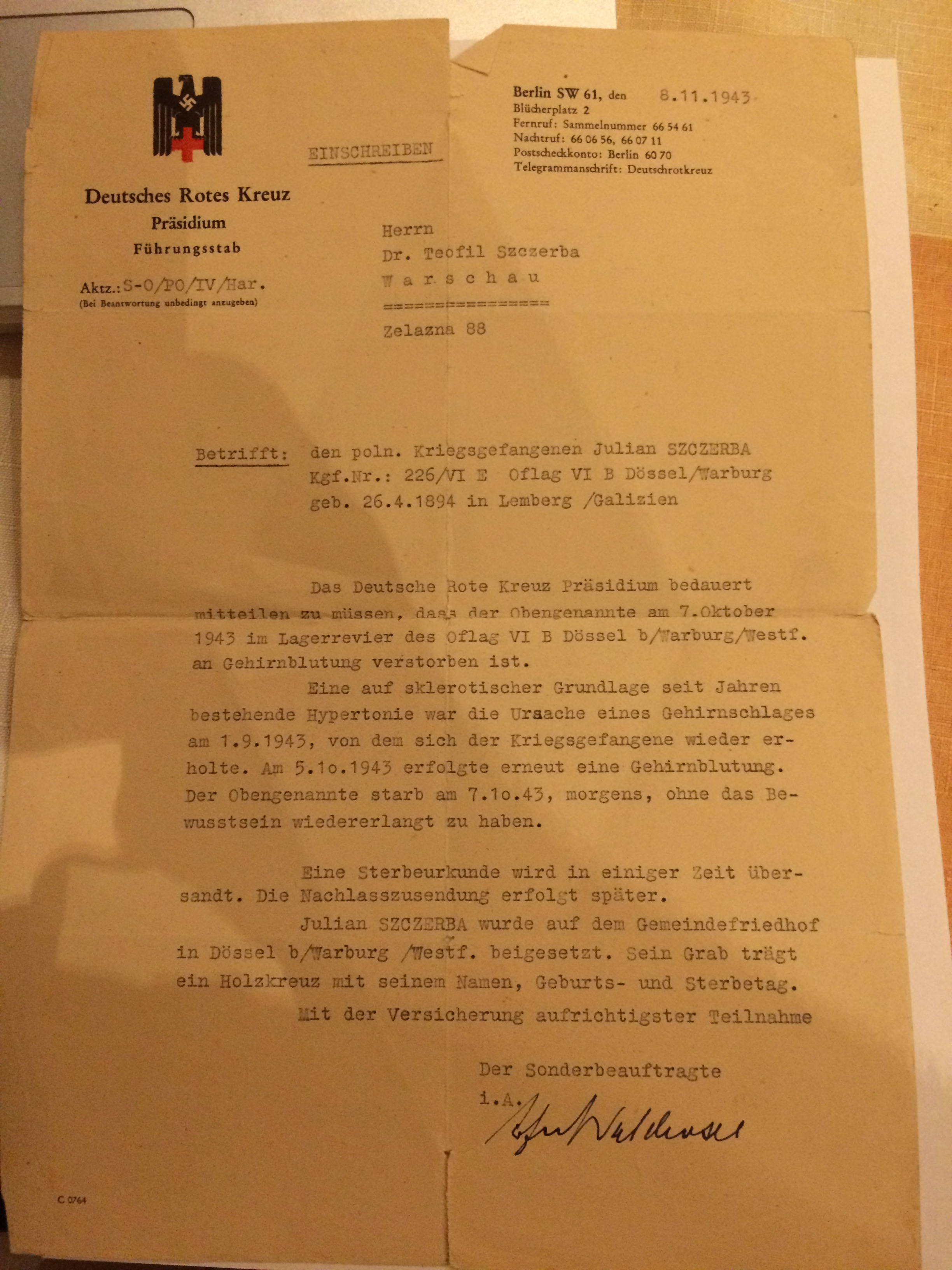
Informacja o zgonie Juliana Szczerby przesłana jego bratu przez Niemiecki Czerwony Krzyż w 1943 roku. Dokument oryginalny w posiadaniu rodziny.

Julian Konstanty Szczerba (ur. 26 kwietnia 1894 we Lwowie, zm. 7 października 1943 w Oflagu VI B Dössel) – major żandarmerii Wojska Polskiego.

## Życiorys
Julian Konstanty Szczerba urodził się 26 kwietnia 1894 roku we Lwowie. Tam też ukończył gimnazjum filologiczne. Należał do Polskiego Towarzystwa Gimnastycznego „Sokół”. Od 15 listopada 1912 roku pełnił służbę w Związku Strzeleckim we Lwowie jako dowódca plutonu oraz instruktor. W sierpniu 1914 roku wstąpił do Legionów Polskich. Początkowo służył w 1 pułku piechoty. Od 30 marca 1915 roku był wykazany w VI baonie, w którym pełnił służbę do września 1917 roku. Zachorował, leczył się w Modlinie, Przemyślu, Krakowie, po czym przebywał w Stacji Zbornej w Wiedniu . Po kryzysie przysięgowym został aresztowany i uwięziony w Przemyślu. Po ucieczce z więzienia ponownie aresztowany i więziony w Bolechowie, a następnie jako politycznie podejrzany został internowany w obozie Chust na Węgrzech i w Attimis we Włoszech. Następnie został wcielony do cesarskiej i królewskiej armii. Służył w 10 pułku piechoty, a następnie w 4 pułku strzelców. 2 września 1918 roku zdezerterował . Po przybyciu do Warszawy wstąpił do żandarmerii Polskiej Siły Zbrojnej. W listopadzie 1918 roku wziął udział w rozbrajaniu Niemców w Warszawie.
19 stycznia 1921 roku został zatwierdzony z dniem 1 kwietnia 1920 roku w stopniu porucznika, w żandarmerii, w grupie oficerów byłych Legionów Polskich. W 1921 roku dowodził 26 szwadronem żandarmerii polowej etapowej. 1 czerwca 1921 roku pełnił służbę w 1 dywizjonie żandarmerii polowej etapowej, a jego oddziałem macierzystym był 9 dywizjon żandarmerii wojskowej. 3 maja 1922 roku został zweryfikowany w stopniu porucznika ze starszeństwem z dniem 1 czerwca 1919 roku i 8. lokatą w korpusie oficerów żandarmerii. Jego oddziałem macierzystym był 3 dywizjon żandarmerii. Służbę w 3 dywizjonie żandarmerii w Grodnie pełnił przez kolejnych dwanaście lat. 1 grudnia 1924 roku awansował na kapitana ze starszeństwem z dniem 15 sierpnia 1924 roku i 1. lokatą w korpusie oficerów żandarmerii. Później został zweryfikowany w stopniu kapitana ze starszeństwem z dniem 1 lipca 1923 roku i 7,5 lokatą w korpusie oficerów żandarmerii.
W 1934 roku został przeniesiony do 5 dywizjonu żandarmerii w Krakowie na stanowisko zastępcy dowódcy dywizjonu. 27 czerwca 1935 roku awansował na majora ze starszeństwem z dniem 1 stycznia 1935 roku i 1. lokatą w korpusie oficerów żandarmerii. Na stanowisku zastępcy dowódcy dywizjonu pozostawał do 1939 roku.
W czasie kampanii wrześniowej 1939 roku był dowódcą żandarmerii Grupy Operacyjnej „Śląsk”. W czasie kampanii dostał się do niemieckiej niewoli.
Zmarł 7 października 1943 roku w Oflagu VI B Dössel i został pochowany na tamtejszym cmentarzu.

## Ordery i odznaczenia
- Krzyż Niepodległości (2 sierpnia 1931)[19]
- Złoty Krzyż Zasługi (28 maja 1938)[20][21]
- Srebrny Krzyż Zasługi (3 sierpnia 1928)[22][1]